# Sebastião de Andrade Pessanha
Dom Sebastião de Andrade Pessanha (Évora, 1676 — Lisboa, 11 de março de 1737) foi um prelado português. Estudou na Universidade de Évora[carece de fontes?]. Foi arcebispo de Goa de 1716 a 1720, quando renunciou ao cargo e voltou para Portugal. Durante sua prelazia naquela Arquidiocese, foi governador da Índia Portuguesa, entre 13 de janeiro e 16 de outubro de 1717.
Nasceu em Évora, em 1676, sendo filho de Diogo Pessanha Falcão e de sua mulher D. Luísa de Andrade.
Faleceu em Lisboa, a 11 de Março de 1737, tendo sido sepultado na Igreja do Convento de São Pedro de Alcântara, no Bairro Alto.